# 3CX Phone
3CX Phone — софтфон для осуществления звонков по технологии VoIP. Является расширением для системы IP-PBX 3CX.
Существуют версии для ОС Microsoft Windows, Android, iPhone, Mac.

## ОС
Поддерживаемые ОС:
- win9x:
  - win95
  - win98
- Windows XP
- Windows Vista
- Windows 7
- Windows 8
- Windows 8.1
- Windows 10
- Windows Server 2012R2
- Android
- IOS
- Mac

## Описание

### Версия 6
- Основные отличия 3CX VoIP Phone 6 версии от версии 5:
  - Добавлен механизм автонастройки

#### Локализация
Встроена в дистрибутив.

### Версия 5
- Основные отличия 3CX VoIP Phone 5 (с поддержкой видео) от версии 4:
  - Поддержка нескольких SIP аккаунтов (профилей)
  - 20 настраиваемых кнопок — индикаторов BLF (быстрого вызова)
  - 5-канальные SIP линии. Каждый SIP аккаунт может поддерживать до 5 одновременных вызовов
  - Поддержка кириллицы для входящего и исходящего Caller ID, истории вызовов и адресной книги
  - Отображение даты в AM / PM или 24-часовом формате
  - Автоматический вызов «Direct SIP», если в адресе абонента присутствует символ @
  - Улучшена поддержка видео, благодаря добавлению собственного кодека FFDSHOW
  - В окне отладки появилось меню File > Configuration folder (из него можно получить доступ к файлам настроек телефона для текущего пользователя)
  - Поддержка гарнитур «Jabra»